# 昨日之歌
《昨日之歌》（日语：イエスタデイをうたって）是日本漫畫家冬目景的日本漫畫作品。原於集英社半月刊「Business Jump」上不定期連載，半月刊於2011年10月5日發售21・22合併號後休刊，後移籍至集英社半月刊「GRAND JUMP」上月初連載。故事以魚住陸生、野中晴與森之目榀子為中心角色，遍及三人周圍的其他朋友。作品中經常對於青年男女的感情有著深刻的刻画，雖然角色常有情緒起伏，但故事整體調性輕鬆。

## 登場人物

### 主要人物
魚住陸生（聲：小林親弘）
男主角。一個人獨居於東京附近的狹窄公寓。大學畢業後，對未來抱持著不確定感，因而在便利商店打工，不過故事後期也開始逐漸找到正職工作。從大學時期便開始單戀同學森之目榀子，但是兩人始終處於曖昧的狀態。另外一方面對於野中晴的心意一直不敢做出正面回應，屬於有點優柔寡斷的個性。
興趣是攝影，但宣稱是「不拍人像主義者」。故事中雖然一度和榀子交往，但後來體認自己只是沉浸在榀子的温柔之中，不想失去榀子對他的温柔，並把这当成了自己對榀子的喜歡，加著房間裡的照片令其想起了晴，最終與榀子相談坦白想法後正式分手，經由鴉之助的幫助和晴碰面，正式向晴告白成為情侶。
野中晴（聲：宮本侑芽）
在咖啡廳「MILK HALL」打工，個性活潑直率但是有點古怪的少女。因為數年前的經歷而對於男主角有好感，在故事開頭重逢之後，便經常到工作的地點附近徘徊。對於情感的表達直接而率性，常會讓魚住招架不住。雖然與森之目榀子算是情敵，然而彼此之間依然保持良好的關係。在故事尾聲由於鴉之助的居中幫助和魚住碰面，正式接受魚住的告白成為情侶。
身旁常跟著跛腳的烏鴉「寬佑」（聲：前川涼子）。
森之目榀子（聲：花澤香菜）
大學畢業後便從事教職。是魚住的大學同學，也曾經擔任野中晴的高中老師。似乎因為兒時與早川湧之間的感情難以忘懷，始終迴避與魚住之間有朋友以上的關係。
雖然是獨居，不過因為與早川家熟稔，所以常會前往探望早川的父親與早川湧的弟弟浪。故事中雖然一度和魚住交往，但始終放心不下浪，最終與魚住相談坦白想法後正式分手。

### 次要人物
早川湧（聲：小林千晃）
榀子的青梅竹馬。已過世。
早川浪（聲：花江夏樹、村井美里（幼少期））
早川湧的弟弟。很喜歡榀子。
湊航一（聲：小野友樹）
野中晴高中時的同學。，喜歡野中晴，是一位攝影師。
木之下（聲：鈴木達央）
魚住在便利商店打工的同事。有一個妹妹和一個弟弟，其中弟弟在本作作者的另一部漫畫《羔羊之歌》中登場。
木之下樓子
木之下的妹妹。高中生，亦是榀子的學生。
深町泉
木之下樓子的同學，是電影社社長。
狹山杏子（聲：坂本真綾）
咖啡廳「MILK HALL」的店主。
居澤（聲：田中宏樹）
美術補習班的職員。是杏子的高中同學。高中畢業典禮時向杏子告白被拒。
杜田（聲：名塚佳織）
榀子的同事。與朋友成立「森之目老師貞操守護會（森ノ目先生の操を守る会）」。
福田孝則（聲：寺島拓篤）
魚住、榀子在大學時代的同學。
柚原知佳（聲：喜多村英梨）
魚住的高中同學，曾短暫交往四個月。
秋本陽子（聲：本田貴子）
野中晴的生母。
川島省吾
野中晴的繼父。
瀧下克美（聲：堀江瞬）
早川浪在美術補習班的同學，之後和浪考上同一所藝術大學。對葛原未里一見鍾情。
葛原未里
瀧下克美在美術補習班的同學。男孩子性格的少女。
雨宮優（聲：西山宏太朗）
美術補習班的職員。逐漸對野中晴產生情愫。
中原夏樹
早川浪在美術補習班的同學。船塚的女朋友。在本作作者的另一部漫畫《小桃一家》亦有登場。
船塚洋
早川浪在美術補習班的同學。中原的男朋友。在本作作者的另一部漫畫《小桃一家》亦有登場。

## 出版書籍
| 卷數 | 集英社         | 集英社                 | 東立出版社     | 東立出版社             |
| 卷數 | 發售日期       | ISBN                   | 發售日期       | ISBN                   |
| ---- | -------------- | ---------------------- | -------------- | ---------------------- |
| 1    | 1999年3月19日  | ISBN 978-4-08-875771-8 | 2001年3月6日   | ISBN 978-957-731-535-6 |
| 2    | 2000年4月19日  | ISBN 978-4-08-876013-1 | 2001年7月15日  | ISBN 978-957-731-536-4 |
| 3    | 2002年2月19日  | ISBN 978-4-08-876274-6 | 2003年2月24日  | ISBN 978-957-699-047-5 |
| 4    | 2004年7月16日  | ISBN 978-4-08-876646-6 | 2005年4月22日  | ISBN 978-957-699-048-3 |
| 5    | 2007年4月19日  | ISBN 978-4-08-877255-4 | 2007年11月21日 | ISBN 978-986-10-0151-7 |
| 6    | 2008年11月19日 | ISBN 978-4-08-877554-8 | 2009年7月7日   | ISBN 978-986-10-2839-2 |
| 7    | 2010年11月19日 | ISBN 978-4-08-879064-0 | 2011年3月11日  | ISBN 978-986-10-6852-7 |
| 8    | 2012年7月19日  | ISBN 978-4-08-879366-5 | 2013年8月16日  | ISBN 978-986-317-753-1 |
| 9    | 2013年7月19日  | ISBN 978-4-08-879638-3 | 2017年9月14日  | ISBN 978-986-337-408-4 |
| 10   | 2014年5月19日  | ISBN 978-4-08-879775-5 | 2017年11月9日  | ISBN 978-986-365-119-2 |
| 11   | 2015年9月18日  | ISBN 978-4-08-890249-4 | 2018年12月24日 | ISBN 978-986-462-459-1 |

### 其他書籍
皆由集英社發行出版。
短篇集
2009年11月20日發售、ISBN 978-4-08-782255-7
小說
- 著者：星希代子 / 原作、插畫：冬目景

2010年11月19日發售、ISBN 978-4-08-703233-8
畫冊
2008年11月19日發售、ISBN 978-4-08-782179-6
2015年9月18日發售、ISBN 978-4-08-792708-5
明信片集
2002年10月發售、ISBN 4-08-908009-6

## 電視動畫

### 製作人員
- 原作：冬目景
- 監督、系列構成：藤原佳幸
- 副監督：伊藤良太
- 劇本：藤原佳幸、田中仁
- 人物設計：谷口淳一郎（日语：谷口淳一郎）
- 道具設計：合田麻美、永田杏子
- 音響監督：土屋雅紀（日语：土屋雅紀）
- 美術監督：宇佐美哲也
- 美術設定：藤井祐太
- 色彩設計：石黑けい
- 攝影監督：桒野貴文
- 編集：平木大輔
- 背景：STUDIO EASTER
- 音樂：玉井健二（日语：玉井健二） & agehasprings（日语：agehasprings） × 近藤貴亮
- 音樂製作：agehasprings
- 總製片人：竹内宏彰（日语：竹内宏彰）
- 製片人：椛嶋麻菜美、劉嵐、森悠紀、柳井寛史、關根大輔、工藤雅世
- 監製：内海洋
- 動畫製作人：鎌田肇
- 動畫製作：動畫工房
- 製作：昨日之歌製作委員會

### 主題曲
（第1話－第6話）
作詞、作曲：古閑翔平，編曲：、玉井健二、横山裕章，主唱：
（第7話－第9話）
編曲：江口亮，作詞、作曲、主唱：さユり
（第10話－第11話）
作詞：忌野清志郎，作曲：肝沢幅一，編曲：玉井健二、大西省吾、森真樹，主唱：agehasprings feat あにー(TaNaBaTa)

### 每話列表
| 話數   | 日文標題 | 中文標題                     | 劇本     | 分鏡              | 演出            | 作畫監督 | 總作畫監督          |
| ------ | -------- | ---------------------------- | -------- | ----------------- | --------------- | --- | ------------------- |
| 第1話  |          | 社會的脫軌者以變革自己為目標 | 藤原佳幸 | 藤原佳幸          | 藤原佳幸        | 山野雅明 | 谷口淳一郎          |
| 第2話  |          | 進退兩難                     | 藤原佳幸 | 伊藤良太          | 牛嶋新一郎      | 武藤幹、長尾圭吾、池添優子 菊永千里、菊池政芳、海保仁美 矢野桃子、菅原美智代、乘富梓 上野沙彌佳、壽門堂                                | 谷口淳一郎          |
| 第3話  |          | 愛為何物                     | 田中仁   | 伊藤良太          | 伊藤良太        | 藤原奈津子、渥美智也、松浦麻衣 山野雅明、壽門堂、菊永千里 菊池政芳、海保仁美、菅原美智代 上野沙彌佳、高山洋輔                          | 谷口淳一郎          |
| 第4話  |          | 河水東流 榀子歸鄉            | 田中仁   | 奥田佳子          | 原口浩          | 山野雅明、久保茉莉子、長尾圭吾 立口德孝、寿門堂、菊永千里 菊池政芳、海保仁美                                                           | 吉川真帆            |
| 第5話  |          | 有子名为湊                   | 藤原佳幸 |                   | 越田知明        | 久保茉莉子、小倉寛之、武藤幹 山野雅明、曾我篤史、市原圭子 山本恭平、寿門堂、菊永千里 菊池政芳、海保仁美、菅原美智代 上野沙弥佳、宮野健 | 谷口淳一郎          |
| 第6話  |          | 有女名柚原                   | 田中仁   | 田中雄一          | 藤原佳幸 金成旻 | 藤原奈津子、渥美智也、小林惠祐 久保茉莉子、曾我篤史、ZEXCS 松本翔吾、寿門堂、菊永千里 海保仁美、上野沙弥佳、乘富梓                     | 吉川真帆            |
| 第7話  |          | 戀人們的預感                 | 藤原佳幸 | 奥田佳子          | 越田知明        | 長尾圭吾、山野雅明、曽我篤史 久保茉莉子、澤井駿、海保仁美 寿門堂、上野沙弥佳、菊永千里 菊池政芳                                        | 谷口淳一郎          |
| 第8話  |          | 青澀憂鬱 （Innocent Blue）   | 田中仁   | 堀口和樹          | 堀口和樹        | 渥美智也、山野雅明、山本恭平 立口徳孝、長尾圭吾、永田杏子 寿門堂、菊永千里、海保仁美 菅原美智代、上野沙弥佳                            | 吉川真帆            |
| 第9話  |          | 聖誕頌歌                     | 藤原佳幸 | 伊藤良太          | 越田知明        | 武藤幹、藤原奈津子、曾我篤史 平塚知哉、舘崎大 壽門堂、菊永千里、上野沙彌佳 海保仁美、菅原美智代、乘富梓                                | 谷口淳一郎          |
| 第10話 |          | 新年伊始                     | 田中仁   | 原口浩            | 原口浩 野呂純恵 | 渥美智也、澤井駿、長尾圭吾 山野雅明、尾辻浩晃、壽門堂 海保仁美、金璐浩、永田文宏                                                       | 吉川真帆            |
| 第11話 |          | 春日風暴                     | 藤原佳幸 | 伊藤良太          | 伊藤良太        | 長尾圭吾、武藤幹、渥美智也 山野雅明、澤井駿、海保仁美 壽門堂、藤原奈津子、畠山元 金璐浩、上野沙弥佳、永田文宏                          | 谷口淳一郎          |
| 第12話 |          | 兜兜轉轉                     | 田中仁   | 藤原佳幸 伊藤良太 | 藤原佳幸        | 山野雅明、尾辻浩晃、長尾圭吾 渥美智也、武藤幹、藤原奈津子 澤井駿、大津豪、新沼拓也 宗圓祐輔、寿門堂                                    | 谷口淳一郎 吉川真帆 |

## 外部連結
- 动画「昨日之歌」官方网站 （页面存档备份，存于）（日語）
- 动画「昨日之歌」的X（前Twitter）（日語）